# N-Methyl-p-toluidin
N-Methyl-p-toluidin ist eine chemische Verbindung aus der Gruppe der Toluidine.

## Gewinnung und Darstellung
N-Methyl-p-toluidin kann durch Reaktion von p-Toluidin mit Methanol in Gegenwart von mindestens einem Katalysator gewonnen werden.

## Eigenschaften
N-Methyl-p-toluidin ist ein hellbraune Flüssigkeit mit schwachem Geruch, die sehr schwer löslich in Wasser ist.

## Verwendung
N-Methyl-p-toluidin wird als Zwischenprodukt bei organischen Synthesen verwendet.

## Sicherheitshinweise
Die Dämpfe von N-Methyl-p-toluidin können mit Luft ein explosionsfähiges Gemisch (Flammpunkt 83,89 °C) bilden.